# Le Paradis (film 2023)
Le Paradis è un film del 2023 diretto da Zeno Graton, al suo esordio alla regia di un lungometraggio.

## Trama
Il diciassettenne Joe, che sarà presto rilasciato dal centro educativo per minorenni delinquenti, stringe amicizia con un nuovo detenuto, William, che si trasferisce nella cella successiva. I due finiscono per innamorarsi l'uno dell'altro.

## Produzione
Le riprese del film sono iniziate il 4 ottobre 2021 in un istituto pubblico di protezione della gioventù (IPPJ) a Fraipont, nella Vallonia, così come nel campus De Zande a Ruiselede, nelle Fiandre. Le riprese sono terminate il 23 novembre 2021.

## Distribuzione
Il film è stato presentato in anteprima mondiale nella categoria "Generation 14plus" al Festival di Berlino 2023.

## Riconoscimenti
- 2023 - Festival internazionale del cinema di Berlino
  - Candidatura all'Orso di cristallo
  - Candidatura al GWFF Best First Feature Award
- 2023 - Cinema Jove - Valencia International Film Festival
  - Candidatura al miglior film
- 2023 - Molodist Kyiv International Film Festival
  - International Competition: Full-Length Films
- 2023 - Thessaloniki Film Festival
  - Migliore sceneggiatura
  - Candidatura al Golden Alexander
- 2023 - Festheart: LGBT+ Film Festival Estonia
  - Candidatura al premio della giuria al miglior film
- 2024 - Premio Magritte
  - Candidatura al miglior film
  - Candidatura al miglior regista a Zeno Graton
  - Candidatura alla migliore promessa maschile ad Amine Hamidou
  - Candidatura alla migliore promessa maschile a Nlandu Lubansu